# CHM13
CHM13细胞系（也称为CHM13htert）是一个人类完全性葡萄胎的细胞系，暨精子与一个没有细胞核的卵子受精而产生的父系单倍体细胞，可作为人类基因组的参考标准，用于单条染色体的端粒到端粒（Telomere-to-telomere，T2T）DNA测序。

## 外部連結
- Cellosaurus entry for CHM13htert （页面存档备份，存于）